# Martin Hašek (calciatore 1995)
Martin Hašek (3 ottobre 1995) è un calciatore ceco, centrocampista del Makedonikos.

## Biografia
Figlio di Martin Hašek, calciatore professionista e allenatore, ha un fratello, anch'egli calciatore, Filip.

## Caratteristiche tecniche
Esterno destro, può giocare anche come esterno sinistro o interno di centrocampo.